# Давид Гросман
Давид Гросман (на иврит: דויד גרוסמן) е израелски автор. Книгите му са превеждани на повече от 30 езика и са удостоени с множество награди.
В издадения през 2008 г. роман To the End of the Land авторът разглежда Арабско-израелския конфликт. След публикуването му написва и книга за деца и либрето за детска опера, както и няколко поеми. Последната му книга, Falling Out of Time, е посветена на скръбта на родителите, загубили дете.

## Биография
Давид Гросман е роден на 25 януари 1954 г. в Йерусалим. Има по-малък брат.
Баща му – Ицхак – е имигрант, напуснал Полша на деветгодишна възраст, заедно с овдовялата си майка. Тя решава да замине с двете си деца – момче и момиче, – след като е станала жертва на насилие от страна на полицията. Пристига в Палестина, където започва да работи като чистачка в богаташките квартали. Майката на автора е родена в британския мандат в Палестина, и произхожда от бедно, семейство на ционисти. Баща ѝ е павирал пътища в Галилея и е припечелвал допълнително от търговия с килимчета, а майка ѝ е била маникюристка.
Бащата на Давид Гросман е бил шофьор на автобус, а след това и библиотекар. Благодарение на това, Давид – „четящото дете“ – започва да се интересува от литература, която по-късно става негова професия. Гросман си спомня: „Той ми даде много неща, но най-ценният дар от него е Шалом Алейхем. Алейхем, който е роден в Украйна, е един от най-изявените автори на идиш, макар сега да е по-известен като автор на разказите, станали основа на „Цигулар на покрива“. На деветгодишна възраст Давид Гросман печели национално състезание за познаване на творбите на Шолем Алейхем, а след това работи за националното радио, като актьор за детски роли. В продължение на почти двадесет и пет години работи за радиото в Израел.
През 1971 г. Гросман влиза в армията за редовната си военна служба, в разузнавателните части. Въпреки че по време на Войната от Йом Кипур е в армията, не става пряк свидетел на военните действия.
Гросман следва философия и театър в Еврейския университет в Йерусалим. След завършването си постъпва на работа в националното радио, където като дете е бил актьор. Впоследствие става актьор в националното радио „Кол Израел“ („Гласът на Израел“). През 1988 г. е уволнен заради отказа си да премълчи новината, че палестинските лидери са обявили създаването на своя държава, признавайки правото на съществуване на Израел.
Давид Гросман живее в Мевасерет Цион, в покрайнините на Йерусалим. Съпругата му – Михал Гросман е детски психолог. Имат три деца, Йонатан, Рут и Ури. Ури е бил командир на танк, убит през 2006 г., в Ливан, по време на Израелско-ливанската война.
По-късно посвещава книгата Falling Out of Time на живота на сина си Ури.

## Политика
Гросман е отявлен пацифист с леви политически убеждения.
Отначало подкрепя военните действия на Израел в Израелско-ливанската война, 2006 г., когато основанието е самозащита. На 10 август 2006 г. той и други писатели, като Амос Оз и А. Б. Йехошуа дават пресконференция, на която настоятелно призовават Правителството да се съгласи на прекратяване на огъня, което би поставило основите на преговори за разрешение на конфликта, с думите: „Бяхме в правото си да водим война. Но нещата станаха по-сложни… Вярвам, че има повече от един възможен ход“.
Два дни по-късно, двадесетгодишният му син Ури, старши сержант в бронирана част, е убит от противотанкова ракета, по време на операция на Израелските отбранителни сили, малко преди прекратяването на огъня. Независимо от това, Гросман твърди, че смъртта на сина му не е променила опозиционната му позиция спрямо политиката на правителството към палестинците. Въпреки че в художествените си творби (за разлика от журналистическите) дотогава Гросман се старае да избягва политическите теми, смъртта на сина му го подтиква да опише в детайли конфликта между Израел и Палестина. Такъв е издаденият през 2008 г. роман To the End of the Land
Два месеца след смъртта на сина си Гросман прави обръщение пред 100 000 израелци, събрани за да отбележат годишнината от убийството на Ицхак Рабин през 1995 г. Обявява правителството на Ехуд Олмерт за управленски провал и защитава тезата, че решението, което може да даде лъч надежда за подобрение на положението в региона, е протегнатата ръка към палестинците.
| „ | Разбира се, скърбя, но болката ми е по-силна от гнева. Боли ме за страната и за това, което Вие [Олмерт] и вашите приятели ѝ причинявате. | “ |

За своята лична „връзка“ с войната, Давид Гросман казва:
| „ | Има хора, които ми лепват стереотипни определения, които ми приписват наивни леви убеждения – смятат ме за човек който никога не би изпратил собствените си деца в армията, който не знае нищо за реалния живот. Мисля, че на тези хора им се наложи да осъзнаят, че може да имаш много критично отношение към Израел, и въпреки това да си неразделна част от страната си; казвам това от позицията на запасняк в армията на Израел. | “ |

През 2010 г. Гросман и съпругата му участват в демонстрации срещу честите случаи на заселване на евреи в палестински квартали. По време на ежеседмичните демонстрации в Шеикх Джара (източен Йерусалим) срещу евреите, които се заселват в жилища на палестинци, е нападнат от полицията. По отношение на този инцидент Гросман казва: „Полицията ни би.“ На въпроса на репортер на в. „Гардиън“, как е възможно полицията да упражнява насилие върху известен автор, Гросман отговаря: „Не съм сигурен, че изобщо знаят кой съм.“

### На български език
- „Ще бягаш ли с мен“ [מישהו לרוץ איתו / 2000]. София, Алтера, 2013. ISBN ‭978-954-9757-86-6, превод Галина Величкова
- „Червената нишка“ [2008 / אשה בורחת מבשורה]. София, Алтера, 2015. ISBN 978-619-7217-02-5, превод Галина Величкова
- „Един кон влязъл в бар“ [2014 / סוס אחד נכנס לבר]. София, Колибри, 2017. ISBN 978-619-02-0096-3, превод Емилия Юлзари

### На английски език
- Duel [דו קרב / Du-krav, 1982]. London: Bloomsbury, 1998, ISBN 0-7475-4092-6
- The Smile of the Lamb [חיוך הגדי / Hiyukh ha-gedi: roman, 1983]. New York: Farrar, Straus and Giroux, 1990, ISBN 0-374-26639-5
- See Under: Love [עיין ערך: אהבה / Ayen erekh—-ahavah: roman, 1986]. New York: Farrar, Straus, and Giroux, 1989, ISBN 0-374-25731-0
- The Book of Intimate Grammar [ספר הדקדוק הפנימי / Sefer ha-dikduk ha-penimi: roman, 1991]. New York: Farrar, Straus, and Giroux, 1994, ISBN 0-374-11547-8
- The Zigzag Kid [יש ילדים זיג זג / Yesh yeladim zigzag, 1994]. New York: Farrar, Straus, and Giroux, 1997, ISBN 0-374-52563-3 – won two prizes in Italy: the Premio Mondello in 1996, and the Premio Grinzane Cavour in 1997.
- Be My Knife [שתהיי לי הסכין / She-tihyi li ha-sakin, 1998]. New York: Farrar, Straus, and Giroux, 2001, ISBN 0-374-29977-3
- Someone to Run With [מישהו לרוץ איתו / Mishehu laruts ito, 2000]. London: Bloomsbury, 2003, ISBN 0-7475-6207-5
- Her Body Knows: two novellas [בגוף אני מבינה / Ba-guf ani mevinah: tsemed novelot, 2003]. New York: Farrar, Straus, and Giroux, 2005, ISBN 0-374-17557-8
- To the End of the Land [אישה בורחת מבשורה / Isha Borahat MiBesora, 2008]. Jessica Cohen, trans. Knopf, 2010, ISBN 0-307-59297-9
- Falling Out of Time. Jessica Cohen, trans. Knopf, 2014, ISBN 0-385-35013-9

### Нехудожествена литература
- The Yellow Wind [הזמן הצהוב / Ha-Zeman ha-tsahov, 1987]. New York: Farrar, Straus, and Giroux, 1988, ISBN 0-374-29345-7
- Sleeping on a Wire: Conversations with Palestinians in Israel [נוכחים נפקדים / Nokhehim Nifkadim, 1992]. New York: Farrar, Straus, and Giroux, 1993, ISBN 0-374-17788-0
- Death as a Way of Life: Israel Ten Years after Oslo [מוות כדרך חיים / Mavet ke-derech khayyim, 2003]. New York: Farrar, Straus, and Giroux, 2003, ISBN 0-374-10211-2
- Lion’s honey: the myth of Samson [דבש אריות / Dvash arayiot, 2005]. Edinburgh; New York: Canongate, 2006, ISBN 1-84195-656-2

## Филми
- Smile of the Lamb (роман) филмиран, отличен от критиката, режисьор Шимон Дотан (Shimon Dotan).
- Someone to Run With (novel) was the basis for a film directed by Oded Davidoff.[6] „Ще бягаш ли с мен?“ (роман), филмиран под режисурата на Одед Давидоф.
- The Book of Intimate Grammar – „Лична граматика“ (роман), филмиран и отличен от критиката. Режисьор Нир Бергман.[7]
- Nono – the Zigzag Kid – „Ноно, момчето детектив“ (роман), филмиран под режисурата на Винсент Бал[8]

## Награди
- 1985 и 1993 – Награда „Бернщайн“ (Bernstein Prize)
- 2001 – Награда „Сапир“ (Sapir Prize)
- 2004 – Награда „Джей Кю Уингейт“ (Jewish Quarterly-Wingate Prize)
- 2004 – Награда „Биалик“ (Bialik Prize)
- 2007 – Награда „Емет“ (The EMET Prize for Art, Science and Culture)
- 2007 – Международна награда за журналистика „Иския“ (Ischia International Journalism Award)
- 2007 – Доктор хонорис кауза на Католическия университет в Льовен
- 2008 – Награда „Гешвистер-Шол“ (Geschwister-Scholl-Preis)
- 2010 – Награда за литература „Албатрос“ (Albatros Literaturpreis за To the End of the Land)
- 2010 – „Награда за мир на немските книгоразпространители“ (Peace Prize of the German Book Trade) за To the End of the Land
- 2011 – Награда „Джей Кю Уингейт“ (Jewish Quarterly-Wingate Prize)